# Johannes Rommel

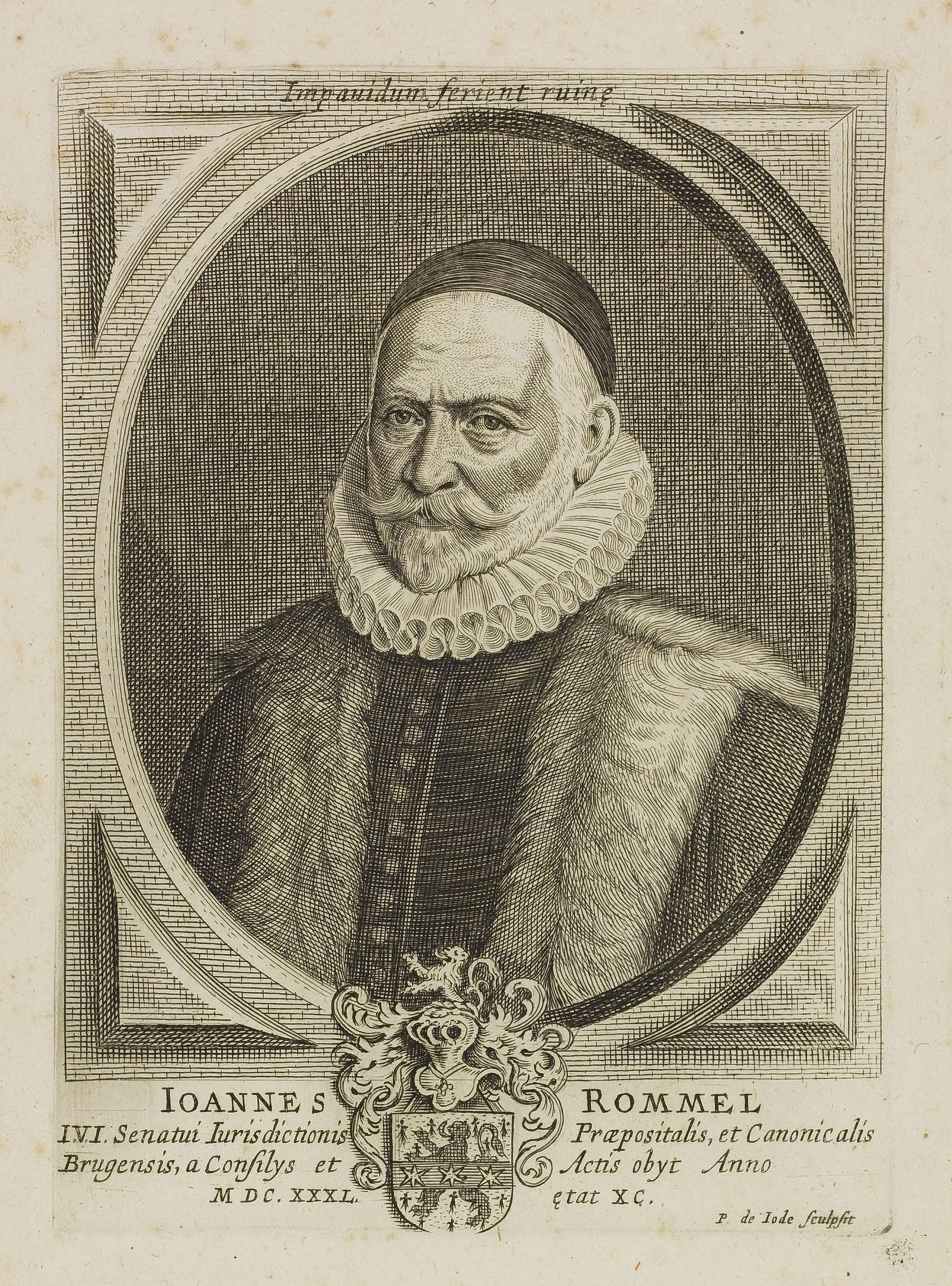
Portret van Joahnnes Rommel door Pieter de Jode

Johannes Rommel (Brugge, 1542 - 2 maart 1632) was Zuid-Nederlands jurist en letterkundige.

## Levensloop
Rommel was een zoon van Jacques Rommel, een kleinzoon van Hector Rommel en een achterkleinzoon van Colard Rommel, schepen van de Keure in Gent in de vijftiende eeuw. Jacques Rommel trouwde met Marie Drieux, zus van Remi Drieux of Remigius Driutius, tweede bisschop van Brugge. Ze was de nicht van Michel Drieux, de stichter van het Driutiuscollege in Leuven. 
Johannes Rommel trouwde in 1571 met Anne Aerbout (1 april 1551 - 5 juli 1628). Het echtpaar kreeg drie dochters en vijf zoons, onder wie Johannes, die kartuizer werd, en Boudewijn en Jacques Rommel, die jezuïet werden. Alleen de oudste zoon, Remi, trouwde en zorgde voor nakomelingen-naamdragers.
Johannes werd advocaat bij het Proosdijhof van Sint-Donaas in Brugge. Valerius Andreas schreef over hem dat hij een uiterst bekwaam jurist was. Zijn wapenspreuk luidde Impavidum ferient ruinae en zijn tijdgenoten waardeerden zijn karaktervastheid. Toen hij op negentigjarige leeftijd overleed, werd hij samen met zijn echtgenote bijgezet in de Sint-Donaaskerk.

## Publicatie
- Rommel schreef een scherpzinnige verhandeling over artikel 19 van het Eeuwig Edict, door Don Juan van Oostenrijk uitgevaardigd op 12 februari 1577 en door koning Filips II geratificeerd op 7 april 1577.